# Далфер, Кэнди
Кэнди Далфер (Дюлфер) (нидерл. Candy Dulfer, род. 19 сентября 1969, Амстердам) — нидерландская саксофонистка и певица. Стала всемирно известной после композиции «Lily Was Here», написанной в ноябре 1989 года вместе с музыкантом Дэйвом Стюартом.

## Биография
Кэнди Далфер родилась в семье известного нидерландского тенор-саксофониста Ханса Далфера, с детства приучившего Кэнди к правильному пониманию музыки известных джазменов: Сонни Роллинза, Коулмана Хокинса, Декстера Гордона.
В ноябре 1989 года Кэнди Далфер и Дэйв Стюарт написали музыкальную композицию «Lily Was Here» («Лили была здесь») — саундтрек к триллеру-драме голландского режиссёра Бена Вербонга «Кассирша» («Лили была здесь»). Тема возглавила национальный хит-парад «Dutch Top 40» 25 ноября 1989 года и находилась на этой позиции в течение шести недель, до 30 декабря 1989 года. Успеха композиция достигла и в других странах — второе место в норвежском чарте Norwegian Singles Chart, 6-е место в британском чарте UK Singles Chart.
Летом 1990 года композиция занимает одиннадцатое место в хит-параде ста наиболее популярных песен в США — «Billboard Hot 100».
Далфер неоднократно сотрудничала с американским певцом и музыкантом Принсом.

## Исполнение
Основной стиль исполнения музыки — Смуф-джаз,
«фанк и R&B, разбавленный джазом, хип-хопом и соулом».

## Записанные альбомы
- 1990 — Saxuality
- 1993 — Sax a go go
- 1995 — Big Girl
- 1997 — For The Love Of You
- 1999 — Girls Night Out
- 2001 — Live In Amsterdam
- 2002 — Hans Dulfer Dulfer & Dulfer
- 2003 — Xpectation (совместно с Принсом)
- 2003 — Right In My Soul
- 2007 — Candy Store
- 2009 — Funked Up & Chilled Out
- 2011 — Crazy
- 2017 — Together